# Jedlanka (Stara Jedlanka)
Jedlanka (Stara Jedlanka PGRyb) – część wsi Stara Jedlanka w Polsce położona w województwie lubelskim, w powiecie lubartowskim, w gminie Uścimów.
Wieś królewska w starostwie parczewskim województwa lubelskiego w 1786 roku. W latach 1975–1998 miejscowość należała administracyjnie do województwa lubelskiego.
Położona nieopodal Jeziora Gumienek.